# Portrait d'une femme de la famille Hofer
 (octobre 2023).
Portrait d'une femme de la famille Hofer est une peinture d'un artiste inconnu souabe, datant de c. 1470, qui fait partie de la collection de la Renaissance allemande à la National Gallery de Londres.

## Histoire
L'histoire du tableau n'est pas connue avant son entrée dans la collection du musée ; il fut acheté par le Prince Consort qui l'offrit à la reine Victoria en 1863. Victoria l'a ensuite offert à la nation et il est maintenant conservé à la National Gallery,.

## Description
Peint à l'huile sur du sapin blanc, le tableau représente une femme inconnue de la famille Hofer, tenant des myosotis dans une main, vêtue d'un vêtement en tissu noir ; elle est coiffée d'un « copieux voile blanc » sur lequel repose une mouche noire. Le tableau est un memento mori, et l'ajout de la mouche « est aussi une preuve des dons de l'artiste anonyme : une garantie du réalisme et de la fidélité du portrait ». La présence des myosotis suggère que le tableau a peut-être été utilisé pour commémorer des fiançailles, car ce genre de fleurs symbolisaient généralement le mariage dans l'art, mais pourraient également symboliser le souvenir, « peut-être l'immortalité de la personne représentée ». On dit que la présence de la mouche sur sa tête représente « l'impermanence » de la vie, rappelant au spectateur « que nous sommes censés faire de notre mieux avec le temps dont nous disposons ».